# Mickaël Murcy
Mickaël Murcy est un footballeur français né le 18 septembre 1979 à Beaumont-sur-Oise, dans le Val-d'Oise. Il évolue au poste d'attaquant.

## Biographie
Mickaël Murcy évolue dans cinq pays différents : en France, en Belgique, au Danemark, en Chine et enfin en Thaïlande. 
Il joue notamment 38 matchs en première division belge (12 buts), 96 matchs en première division danoise (19 buts), quatre matchs en première division chinoise (un but), et enfin 76 matchs en première division thaïlandaise (29 buts),.
Il participe à la Coupe de l'UEFA en 2003 avec le club de la RAA Louviéroise (deux matchs), puis en 2005 avec l'équipe d'Esbjerg fB (quatre matchs, deux buts).
Le 3 août 2013, il se met en évidence en inscrivant un triplé dans le championnat de Thaïlande, lors de la réception du club de Bangkok Glass, permettant à son équipe de l'emporter sur le score sans appel de 5-0.

## Palmarès
- Champion de Chine en 2010 avec le Shandong Luneng Taishan
- Vainqueur du Groupe A de CFA (quatrième division) en 2011 avec l'US Quevilly
- Vainqueur du Groupe B de CFA2 (cinquième division) en 2016 avec le FC Chartres